# Spuren der Vergangenheit
Spuren der Vergangenheit ist ein deutscher Fernsehfilm der Frühling-Filmreihe von Gunnar Fuss, der am 26. Januar 2020 erstmals im ZDF ausgestrahlt wurde.
Der Film erzählt die Geschichte der Dorfhelferin Katja Baumann, gespielt von Simone Thomalla, die Familien in Notsituationen zur Seite steht und gleichzeitig versucht Frühling in die Herzen der Menschen zu tragen. Es ist der 25. Film einer Reihe, in deren Mittelpunkt die Menschen des Ortes mit Namen Frühling stehen. 
Christoph M. Ohrt und Kristo Ferkic sind als Vater-Sohn-Gespann Jan und Adrian Steinmann dabei und Catalina Navarro Kirner als geschwätzige Heidrun Niedermayer. Johannes Herrschmann ist wiederum in der wiederkehrenden Rolle als Pfarrer Sonnleitner besetzt. Die Haupt-Gaststars dieser Folge sind Julia Brendler und Julia Dietze.

## Handlung
Greta Zerbe ist mit ihrem Hund Scout unterwegs, als dieser sich plötzlich selbstständig macht und im Wald in einem alten Dachsbau verschwindet. Alles Rufen nützt nichts. Man hört das Tier zwar jaulen, weiß aber nicht, wo genau der Hund steckengeblieben ist. Voller Sorge ruft Greta ihre Schwester Charly zu Hilfe, die sogleich die Tierärztin informiert. Gemeinsam versuchen sie Scout zu retten. Zur Sicherheit informiert die Tierärztin den Förster, der ihnen rät, die Feuerwehr zu holen. Aus einem wie es erst schien kleinem Vorfall wird nun eine Großaktion. Die Tierärztin organisiert einen Handwerker, der  mit einer mobilen Kamera hilft, in die Dachsgänge zu schauen. So können die um den Hund besorgten Menschen feststellen, in welchem Gang das Tier steckt und dass es ihm noch gut geht.
Dorfhelferin Katja Baumann ist an diesem Morgen auf dem Weg ins Büro, als sie Zeugin eines Streits zwischen Landwirt Feichtmayr und einer Frau wird, weil diese nicht auf seiner Wiese parken soll. Katja kann ein wenig schlichten und lädt die Frau nach Frühling zum Frühstücken ins „Cafe Hagen“ ein. Cafebetreiberin Niedermeyer erkennt die Frau als Linda Breitmeyer und erzählt Katja wenig später, dass dies eine sehr unfreundliche Person sei und es sie und die Bewohner von Frühling nicht weiter verwundert hätte, dass Rainer Breitmeyer eines Tages „auf und davon“ sei. Linda Breitmeyer sei vor über zwanzig Jahren sogar Schönheitskönigin gewesen, habe geheiratet, zwei Kinder bekommen und sei dann auf den Hof Fuchsöd gezogen, den sie von ihren Eltern geerbt habe. 
Noch am selben Tag entdeckt Katja Linda Breitmeyers Auto in Frühling und erkennt, dass die Frau obdachlos sein muss und in ihrem Auto lebt. Es gelingt der Dorfhelferin in einem Gespräch mit Linda, deren Vertrauen zu gewinnen. Linda berichtet vom Tag des Verschwindens ihres Mannes, und dass ihre Kinder ihr daran die Schuld gegeben hätten und dass wohl immer noch täten, da sie keinen Kontakt mehr zu ihnen hätte. Ihr Mann Rainer habe damals mit dem Hund das Auto verlassen, mit dem sie beide unterwegs gewesen seien, um mit dem Bus weiterzufahren. Danach sei er verschwunden geblieben. Auf die Frage, warum Linda im Auto und nicht auf dem Hof wohne, antwortet diese kurz, dass dort kein Platz mehr für sie sei. Katja nimmt Linda mit zu sich nach Hause, damit sie wieder einmal duschen kann, und bittet Pfarrer Sonnleitner, auf dem Hof Fuchsöd nachzusehen, warum die Frau dort nicht mehr wohnen will. Dort angekommen, wird dem Pfarrer einiges klar, denn Lina Breitmeyer ist ein Messie.
Am nächsten Morgen lädt Katja Linda noch zum Frühstück ein, die das Zusammensein im Kreis einer Familie offenbar genießt. Zu gern würde auch sie ihre Kinder bei sich haben, die aber wohl nichts mehr von ihr wissen wollen. Katja horcht Linda ein wenig aus und weiß genau, was sie nun zu tun hat. Noch am selben Tag will sie sich auf den Weg machen, nach Lindas Kindern zu suchen. Derweil haben die Grabungsarbeiten nach dem Hund im Dachsbaus die ganze Nacht gedauert. Die Feuerwehr kann allerdings noch nicht abrücken, denn sie hat in dem Bau auch Überreste eines menschlichen Skeletts entdeckt. Im ganzen Ort Frühling macht diese Meldung die Runde und als Katja hört, dass dort auch Hundeknochen gefunden wurden, ahnt sie etwas. Gewissheit bringt das Hundehalsband mit dem eingravierten Namen „Alfi“. Mit dieser Nachricht kann Katja Lindas Tochter neugierig machen und nach Frühling holen. Paula Breitmeyer tut es sehr leid, dass sie ihrer Mutter all die Jahre Unrecht getan hat ebenso wie deren Bruder Michi. So gelingt es Katja, Linda wieder mit ihren beiden Kindern zusammenzubringen. Gemeinsam wollen die drei das Haus aus- und aufräumen und in Zukunft zusammenhalten.

## Produktionsnotizen
Die Episode wurde vom ZDF in Zusammenarbeit mit „Seven Dogs Filmproduktion“ und UFA Fiction produziert und im Rahmen der ZDF-„Herzkino“-Reihe und als 25. Folge der Frühling-Filmreihe ausgestrahlt. Die Dreharbeiten erfolgten an 21 Drehtagen zwischen dem 14. Mai und dem 12. Juli 2019. in der Gemeinde Hausham. Einer der Hauptdrehorte ist das „Cafe Huber“ in Bayrischzell und die Kurklinik in Thiersee sowie der See selbst.

## Rezeption

### Einschaltquote
Bei der Erstausstrahlung am 26. Januar 2020 wurde Spuren der Vergangenheit in Deutschland nur von 5,66 Millionen Zuschauern gesehen, was einem Marktanteil von 15,9 Prozent entsprach.

### Kritik
Rainer Tittelbach von tittelbach.tv befand: „In dieser Episode […] ist es ein individuelles Schicksal, eine Geschichte, in die die Gesellschaft und deren Vorurteile unaufdringlich hineinspielen. So ausgedacht das Szenario auch sein mag, diese Geschichte überzeugt und geht zu Herzen, weil sie nuanciert entwickelt ist und weil Julia Brendler mit ihrem zwischentonreichen Spiel dem Ganzen die notwendige Tiefe und Glaubwürdigkeit verleiht. In dieser Episode besitzen vor allem die Gesprächsszenen eine besondere Qualität. Weniger tragisch, aber nicht weniger originell ist der B-Plot um einen Hund, der sich im Wald in einem Dachsbau verirrt hat und von der Feuerwehr gerettet werden muss. Dass in dieser kleinen Geschichte des Pudels Kern der großen Geschichte steckt, macht diesen Film auch dramaturgisch rund. Und bei aller Traurigkeit gibt es einen finalen Wohlfühlmoment: eine nicht überdeutlich ausgespielte Umarmung. Hier wird das geerntet, was der Film zuvor an kluger ‚Gefühlsarbeit‘ geleistet hat. Schön, dass auch der des Öfteren als Sidekick-Darsteller etwas unterforderte Johannes Herrschmann hier ein, zwei starke Momente hat.“
Oliver Armknecht von film-rezensionen.de meinte die Folge: „beginnt vergleichsweise harmlos, wenn eine Jugendliche ihren entlaufenen Hund sucht. Danach kommt es aber wieder richtig dicke, wenn ein Familiendrama ansteht, bei dem das Drehbuch mal wieder kein Halten kannte. Fans der chronisch übertriebenen Reihe wird das freuen, mit Alltag hat das hier aber nichts zu tun.“ „Da werden dann auf einmal ganz viele Mikro-Dramen in die Familiensaga hineingedichtet, bis man irgendwann nur noch mit den Augen rollen will. Die alltägliche Anmutung des Settings, sie beißt sich mit den Seifenoper-Elementen.“
Die Kritiker der Fernsehzeitschrift TV Spielfilm konnten auch dieser Folge wieder nicht vollends zustimmen und bemängelten: „Leider ist denn auch viel zu schnell klar, wie der Hase – oder in diesem Fall: der Hund – läuft, was der Geschichte einen Großteil ihrer Spannung nimmt.“ Fazit: „Nett gemeint, aber viel zu vorhersehbar.“

## Verweise
- Spuren der Vergangenheit bei IMDb
- Spuren der Vergangenheit bei Fernsehserien.de
- Spuren der Vergangenheit  bei crew united
- Spuren der Vergangenheit zdf.de